# ГЕС Сінаногава
ГЕС Сінаногава (信濃川発電所) – гідроелектростанція в Японії на острові Хонсю. Знаходячись перед ГЕС Сендзю та ГЕС Shin Ojiya, становить верхній ступінь каскаду на річці Сінано, яка  впадає до Японського моря у місті Ніїґата.
Забір води для роботи станції починається у верхній течії Сінано, яка носить назву Тікума. Тут спорудили бетонну водозабірну греблю висотою 14 метрів, яка утримує лише 770 тис м3 та спрямовує ресурс до прокладеної у лівобережному масиві дериваційної траси. Загальна довжина останньої становить 41,3 км, а її основними елементами є два паралельні тунелі довжиною біля 19,5 кожна з перетином 6,5х6,5 метра.
Після двох вирівнювальних резервуарів починаються п’ять напірних водоводів довжиною по 0,36 км зі спадаючим діаметром від 3,6 до 2,4 метра. Вони подають ресурс до машинного залу, де встановлено п’ять турбіни типу Френсіс загальною потужністю 195 МВт (номінальна потужність станції рахується як 177 МВт). Вони використовують напір у 110 метрів та забезпечують виробництво 1,3 млрд кВт-год електроенергії на рік.
Відпрацьована вода по каналу довжиною 0,24 км з шириною від 20 до 34 метрів повертається до Сінано.